# Elisabeth Schindler
Elisabeth Schindler (* 24. September 1927 in Wien; † 28. November 1997 ebenda) war eine österreichische Politikerin (SPÖ).

## Leben
Elisabeth Schindler war vom 20. Jänner 1967 bis zum 9. Dezember 1987 in der 9., 10., 11., 12. und 13. Wahlperiode Abgeordnete zum Wiener Landtag und Mitglied des Wiener Gemeinderats.

## Ehrungen
Schindler wurde am 10. November 1981 das Goldene Ehrenzeichen für Verdienste um das Land Wien verliehen.
Nach ihrem Tod wurde sie am 10. Dezember 1997 in einem ehrenhalber auf Friedhofsdauer gewidmeten Grab am Wiener Zentralfriedhof, Gruppe 77B, Reihe 26, Grab 3 bestattet.